# Kde-i18n
Kde-i18n はアプリケーションやドキュメントの翻訳を含むKDEのパッケージである。ブラジルポルトガル語、カタルーニャ語、簡体字中国語、繁体字中国語、デンマーク語、オランダ語、エストニア語、フランス語、ガリシア語、ドイツ語、ギリシア語、イタリア語、日本語、低ザクセン語、ポーランド語、ポルトガル語、スペイン語、スウェーデン語、トルコ語やウクライナ語を含む様々な言語に対応している。
KDEの翻訳担当者はSubversionのリポジトリからファイルをチェックアウトし、KBabelなどを用いて翻訳作業をしている。